# Patricia Vonne

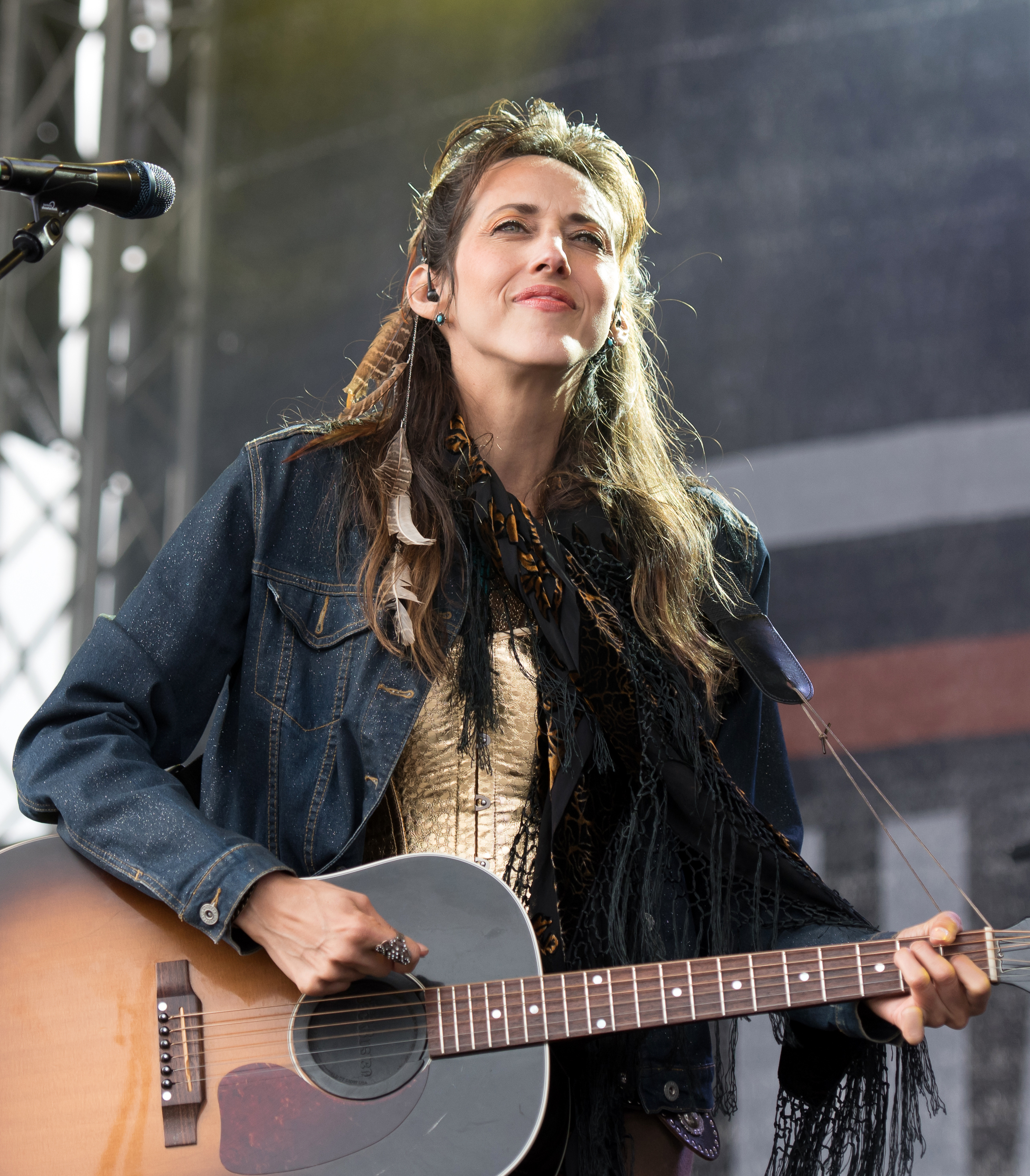
Patricia Vonne, 2017

Patricia Vonne (* 19. Dezember 1969 in San Antonio, Texas als Patricia Rodriguez) ist eine US-amerikanische Blues-Musikerin und Schauspielerin.

## Leben
Patricia Vonne ist die Schwester des Regisseurs Robert Rodriguez. Seit den 1990er Jahren ist sie als Singer-Songwriterin mit ihrer eigenen Band aktiv. Sie war schauspielerisch in einigen Kleinst-Rollen in Spielfilmen zu sehen, beispielsweise als Leiche in Four Rooms oder als Zorro-Girl Dallas in Sin City.
2002 war sie als Tour-Musikerin mit Tito & Tarantula in Europa unterwegs. Ihr Debütalbum erschien 2003, mit ihrer Band war sie in den Staaten sowie in Europa auf Tournee.

## Filmografie (Auswahl)
- 1995: Desperado
- 1995: Four Rooms
- 2001: Spy Kids
- 2005: Sin City
- 2013: Machete Kills
- 2014: Sin City 2: A Dame to Kill For

## Diskografie
- Patricia Vonne (2003)
- Guitars and Castanets (2005)
- Firebird (2007)
- Worth It (2010)
- Rattle My Cage (2013)
- Viva bandolera (2015)
- Top of the mountain (2018)